# Jarnołtówek

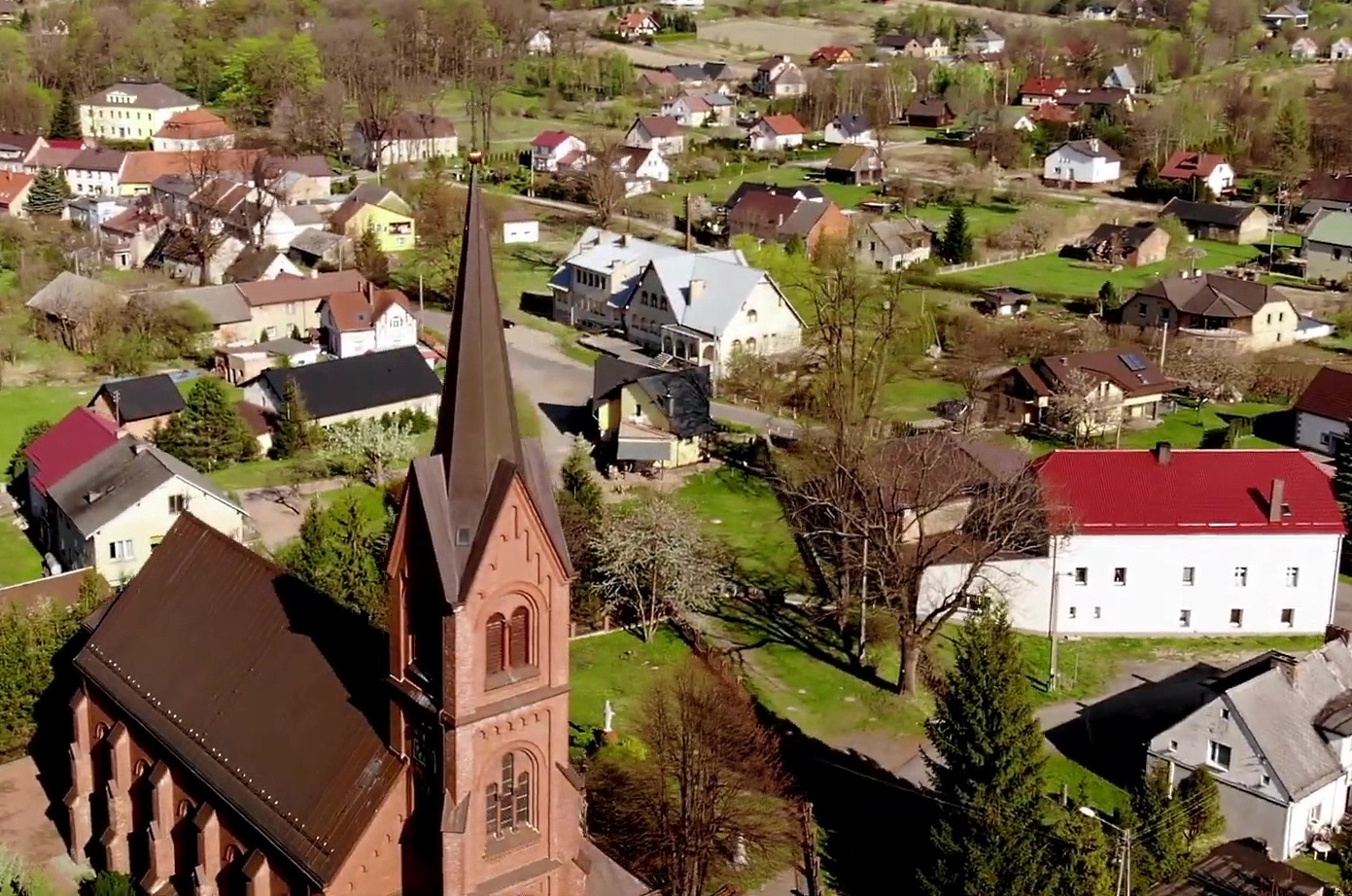

Jarnołtówek is een dorp in de Poolse woiwodschap Opole. De plaats maakt deel uit van de gemeente Głuchołazy en telt 820 inwoners.